# Stefan Nikolov Stambolov

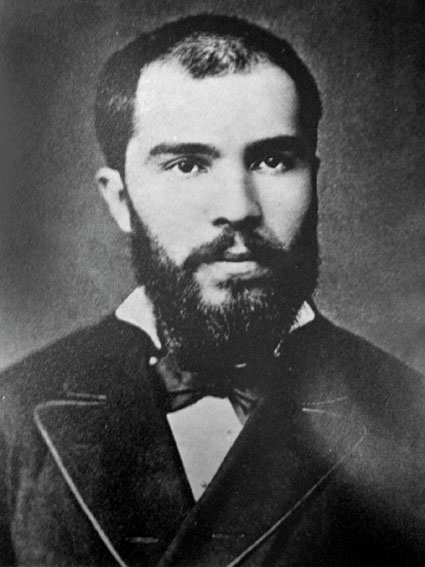
Stefan Stambolov

Stefan Nikolov Stambolov (Bulgaars: Стефан Николов Стамболов) (Veliko Tarnovo, 31 januari 1854 – Sofia, 6 juli 1895) was een Bulgaars politicus en premier. Hij wordt gezien als een van de grondleggers van het moderne Bulgarije.

## Levensloop

### Vroege jaren
Zijn onderwijs startte aanvankelijk thuis, maar van 1870 tot 1872 studeerde Stambolov aan het seminarie in Odessa. Vervolgens werd hij lid van het Bulgaars Revolutionair Centraal Comité. Na de dood van de leider van het Comité Vasil Levski in 1873, volgde hij hem op.

### Politieke carrière

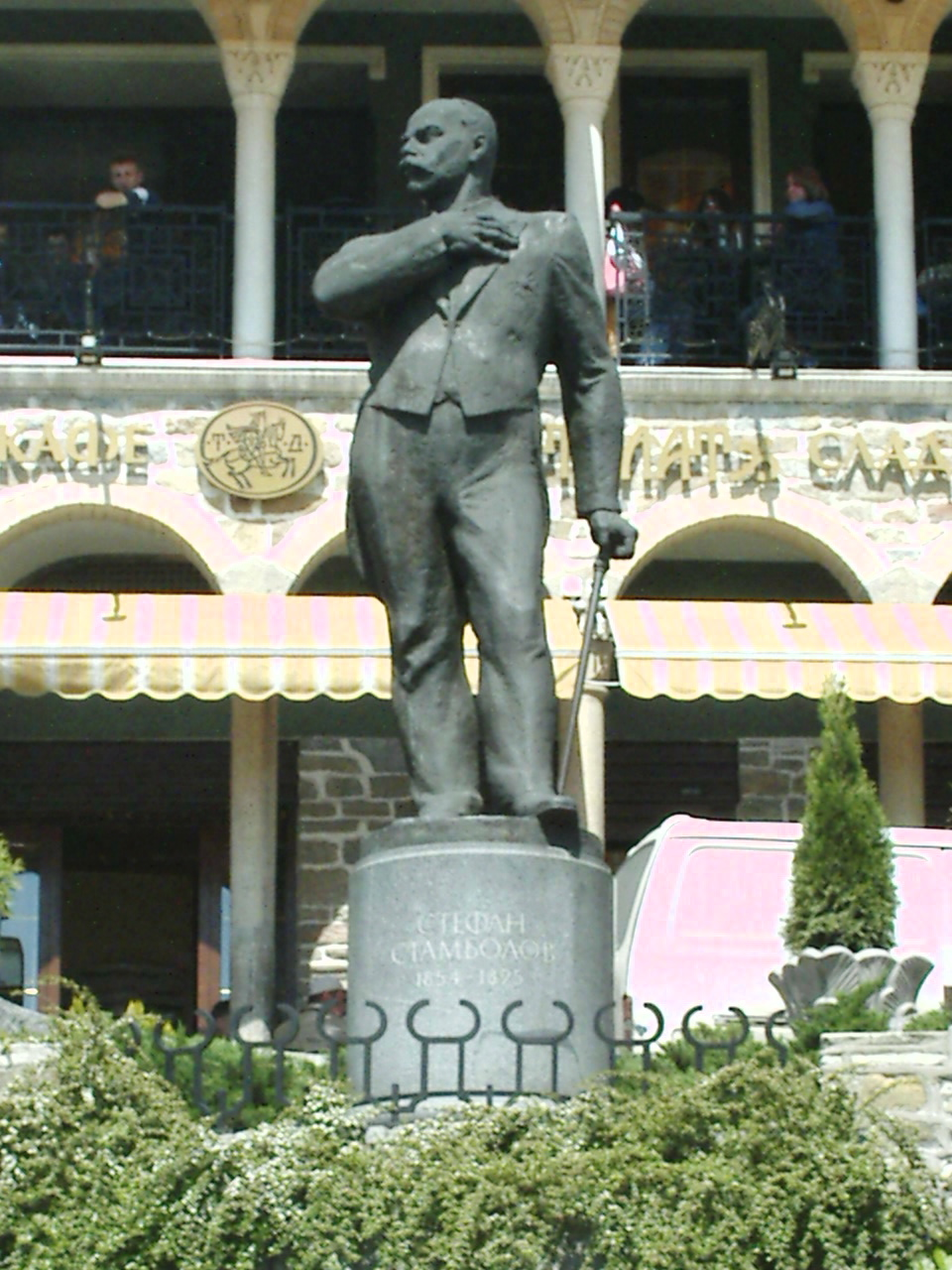
Een standbeeld van Stefan Stambolov in zijn geboorteplaats Veliko Tarnovo.

In 1879 werd hij gekozen in de Bulgaarse Nationale Vergadering. Hij was er na 1880 ook de ondervoorzitter en later de voorzitter van.
Na de afzetting van Alexander I door Russische officieren tijdens een staatsgreep, leidde Stambolov een contracoup. Deze contracoup maakte een einde aan de door Russen gedomineerde voorlopige regering en zorgde ervoor dat hij tot een van de regenten benoemd werd.
Desondanks hielden de Russen een eventuele terugkeer van Alexander I tegen.

### Regentschap
Tijdens zijn regentschap regeerde Stambolov zeer autoritair.
Het regentschap eindigde toen er een opvolger van Alexander I gevonden werd in prins Ferdinand van Saksen-Coburg-Gotha. Deze werd op 7 juli 1887 benoemd tot vorst en op 14 augustus 1887 gekroond.

### Eerste minister
Van 1887 tot 1894 was hij premier van het land.
Stambolov's beleid was nationalistisch en anti-Russisch. Hierdoor vertroebelde de relatie tussen Bulgarije en Rusland, waardoor hij in 1894 ontslagen werd.

### Dood
In 1895 werd hij door enkele Macedonische nationalisten aangevallen en neergestoken terwijl hij op weg was naar zijn huis. Hij overleed de volgende dag aan zijn verwondingen.

## Trivia
- Stambolov werd ook wel de Bulgaarse Bismarck genoemd.